# J Christ
"J Christ" é uma canção do rapper e cantor americano Lil Nas X. Foi lançada como single em 12 de janeiro de 2024, pela Columbia Records.

## Antecedentes e promoção
Em 3 de janeiro de 2024, Lil Nas X anunciou o lançamento de seu próximo single, previsto para 12 de janeiro. O rapper então começou a provocar uma nova era no início de janeiro de 2024, criando um site contendo imagens religiosas e satânicas, pedindo aos fãs que o "salvassem". Ele revelou o título da música e sua arte em suas redes sociais em 8 de janeiro. Em outro tweet, Hill compartilhou um pequeno clipe promovendo a faixa. "J Christ" coincidirá com o lançamento de seu próximo documentário Lil Nas X: Long Live Montero na HBO e Max em 27 de janeiro.

## Videoclipe
O videoclipe da música foi escrito e dirigido por Lil Nas X, com as filmagens ocorrendo na Cidade do México. O videoclipe estreou em 12 de janeiro de 2024, mostrando várias pessoas com aparência semelhante à de celebridades como os cantores Taylor Swift, Ed Sheeran, Mariah Carey, Kanye West, a personalidade de televisão Oprah Winfrey e o ex-presidente dos Estados Unidos Barack Obama, caminhando para o céu. A próxima cena mostra Lil Nas X caminhando no Céu depois que os portões se abrem, onde também aparece uma pessoa parecida com Michael Jackson, antes da câmera descer para o Inferno, com Lil Nas X agora fervendo partes do corpo humano, antes de retornar ao Céu para jogar uma partida de basquete com Satanás. Depois que Lil Nas X faz uma enterrada, ele executa uma sequência de líder de torcida. A próxima cena mostra Lil Nas X sendo crucificado como Jesus e sendo elogiado, antes de mudar para uma cena de Lil Nas X tosquiando um cordeiro, antes de fazer uma panorâmica novamente para ele aparecendo em um desfile de moda; o desfile é assistido por Ts Madison, que acaba se alarmando com a notícia de uma enchente global. A próxima cena mostra Lil Nas X, agora vestido como Noé, liderando um exército de animais até uma arca antes da grande tempestade e do dilúvio; durante o dilúvio, Lil Nas X, ostentando uma cruz dourada, faz uma coreografia em um telhado. O vídeo termina com Lil Nas X, agora na arca, navegando pelo dilúvio global. Quando a luz do sol aparece, um texto é exibido na tela, onde se lê "Day Zero - A New Beginning" (Dia Zero - Um Novo Começo) e "Portanto, se alguém está em Cristo, é uma nova criatura. O velho já passou; eis que o novo chegou. (2 Coríntios 5:17)"

## Paradas
| Parada (2024)       | Posição alcançada |
| ------------------- | ----------------- |
| Holanda (Tipparade) | 30                |

## Histórico de lançamento
| Região | Data                  | Formato                     | Rótulo      | Ref.   |
| ------ | --------------------- | --------------------------- | ----------- | ------ |
| Várias | 12 de janeiro de 2024 | Download digital, streaming | Columbia    | [ 10 ] |
| Itália | 12 de janeiro de 2024 | Transmissão de rádio        | Sony Itália | [ 11 ] |